# Prêmio Tom W. Bonner de Física Nuclear
O Prêmio Tom W. Bonner de Física Nuclear é um prêmio anual concedido pela divisão de física nuclear da American Physical Society. Estabelecido em 1964, consiste atualmente em um valor monetário de US$ 7.500 e um certificado, o prêmio Bonner foi criado em memória do físico Tom W. Bonner. O propósito do prêmio é:
Reconhecer e encorajar pesquisas experimentais fundamentais em física nuclear, incluindo o desenvolvimento de um método, técnica ou dispositivo que contribua significativamente de forma geral pesquisa em física nuclear.
O prêmio Bonner é geralmente concedido a pessoas individuais trabalhando em pesquisas experimentais, mas pode também ser concedido a trabalhos teóricos e também a grupos de pesquisadores.

## Agraciados
- 1965 Henry Barschall
- 1966 Robert Jemison van de Graaff
- 1967 Charles Christian Lauritsen
- 1968 Raymond Herb
- 1969 Gregory Breit
- 1970 William Alfred Fowler
- 1971 Maurice Goldhaber
- 1972 John D. Anderson e Donald Robson
- 1973 Herman Feshbach
- 1974 Denys Wilkinson
- 1975 Chien-Shiung Wu
- 1976 John Paul Schiffer
- 1977 Stuart Thomas Butler e George Raymond Satchler
- 1978 Sergei Polikanov e Wilen Strutinski
- 1979 Roy Middleton e Willy Haeberli
- 1980 Frank Stephens e Richard Martin Diamond
- 1981 Bernard Leonard Cohen
- 1982 Gerald Brown
- 1983 Charles David Goodman
- 1984 Harald Anton Enge
- 1985 Eric George Adelberger
- 1986 Lowell M. Bollinger
- 1987 Bernard Frois e Ingo Sick
- 1988 Raymond Davis Jr.
- 1989 Ernest Henley
- 1990 Vernon Hughes
- 1991 Peter John Twin
- 1992 Henry Gabriel Blosser e Robert Elwood Pollock
- 1993 Akito Arima e Francesco Iachello
- 1994 Ernest K. Warburton
- 1995 Felix Boehm
- 1996 John Dirk Walecka
- 1997 Hamish Robertson
- 1998 Joel M. Moss
- 1999 Vijay Raghunath Pandharipande
- 2000 Raymond George Arnold
- 2001 Richard Geller e Claude Lyneis
- 2002 James David Bowman
- 2003 Arthur Bruce McDonald
- 2004 George Bertsch
- 2005 Roy Holt
- 2006 Ian Towner e John Hardy
- 2007 Stuart Jay Freedman
- 2008 Arthur Poskanzer
- 2009 Robert McKeown
- 2010 Steven Charles Pieper e Robert Bruce Wiringa
- 2011 Richard F. Casten
- 2012 Witold Nazarewicz
- 2013 Michael K. Moe
- 2014 William Allen Zajc
- 2015 Howard Wieman, Miklos Gyulassy
- 2016 I-Yang Lee
- 2017 Charles François Perdrisat
- 2018 Bradley Marc Sherrill
- 2019 Barbara Jacak
- 2020 Richard Milner
- 2021 Geoffrey L. Greene
- 2022 David Hertzog